# Chappaqua (film)
Pour l’article homonyme, voir Chappaqua.
Pour plus de détails, voir Fiche technique et Distribution.
Chappaqua est un film franco-américain de (et avec) Conrad Rooks sorti en 1966. Chappaqua est un film autobiographique, financé par son auteur. On y croise (entre autres) William Burroughs et Allen Ginsberg. Réalisées par Robert Franck, les images en noir et blanc mêlent habilement hallucinations et réalisme cru. Ce film a reçu le prix spécial du jury au festival de Venise en 1966.

## Synopsis
Film emblématique de la beat génération, Chappaqua narre les aventures d'un toxicomane fortuné qui essaye de se désintoxiquer dans une clinique française....

## Fiche technique
- Titre : Chappaqua
- Réalisation : Conrad Rooks
- Scénario : Conrad Rooks
- Musique : Ravi Shankar et Philip Glass
- Photographie : Robert Franck
- Montage : Kenout Peltier
- Production : Conrad Rooks
- Production associé: Louis-Émile Galey
- Société de production : Minotaur
- Pays :  France et  États-Unis
- Genre : Drame
- Durée : 82 minutes
- Dates de sortie : 
  -  Italie : septembre 1966 (Mostra de Venise)

## Distribution
- Jean-Louis Barrault : Dr. Benoit
- Conrad Rooks : Russel Harwick
- William S. Burroughs : Opium Jones
- Allen Ginsberg : Messie
- Ravi Shankar : Dieu du Soleil
- Paula Pritchett : Water Woman
- Ornette Coleman : Peyote Eater
- Swami Satchidananda : The Guru
- Moondog : The Prophet
- Ed Sanders : The Fugs
- Rita Renoir
- Jacques Seiler
- Peter Orlovsky
- Pascal Aubier
- The Fugs : eux-mêmes
- Hervé Villechaize : Little Person